# Доколумбова ера
Доколумбова ера — період в історії Північної та Південної Америк до початку європейської колонізації наприкінці XV — початку XVI століть. Сучасні науковці вважають, що Американські континенти не належали до центрів антропогенезу. Ця частина світу була заселена вже наприкінці палеоліту з території Північно-Східної Азії через Берингію, що 30-25 тисяч років тому являла собою перешийок між Азією та Америкою. Таких хвиль заселення було декілька. Предки індіанців швидко заселили усі простори й утворили велику кількість окремих народів і цивілізацій.

## Періодизація

### Культура Кловіс
Наконечники культури Кловіс і супровідні їм предмети належать до найбільш ранніх знарядь в Америці, завдяки чому вони стали основою теорії «короткої хронології» заселення Америки, яка передбачає перехід людей до Америки із Сибіру через Берингову протоку, і вважалася загальноприйнятою протягом більшої частини 20-го століття. Проте цей погляд оскаржується починаючи з 70-х років, через знайдення численних археологічних знахідок, які, як вважається, набагато старші. Прикладами стали, наприклад, Монте-Верде, Медоукрофтське сховище та знахідки в Баттермілк-крик.
Культура Кловіс змінилася численними іншими культурами, такими як культура Фолсом (11 000—9 000 років тому) та інші.

### Протоінкські цивілізації
Археологічні дослідження показують, що велику кількість цивілізаційних здобутків інки успадкували від попередніх цивілізацій, а також від підкорених ними сусідніх народів. До появи на історичній арені інків у Південній Америці існував ряд цивілізацій:
-- Моче (або культура Мочика, відома своєю кольоровою керамікою та іригаційними системами);
-- Уарі(або Варі, їхня держава була прообразом імперії інків);
-- Чан-Чан (центр — місто Чимор, характерна кераміка та архітектура);
-- Наска (відомі тим, що створили так звані лінії Наска, а також своїми системами підземних водопроводів, керамікою);
-- Тіауанако (цивілізація міста Тіауанако з населенням близько 40 000, що розташовувалося на східному березі озера Тітікака);
-- Чачапоя (Воїни Хмар, відомі своєю грізною фортецею Куелап, яку ще називають «Мачу-Пікчу півночі»).
Хронологія індіанських культур
Сірими кольорами позначений північноамериканський ареал.

Теплими кольорами в центральній частині позначені культури Мезоамерики.

Холодні кольори нижньої частини репрезентують культури Південної Америки.

## Галерея обраних експонатів

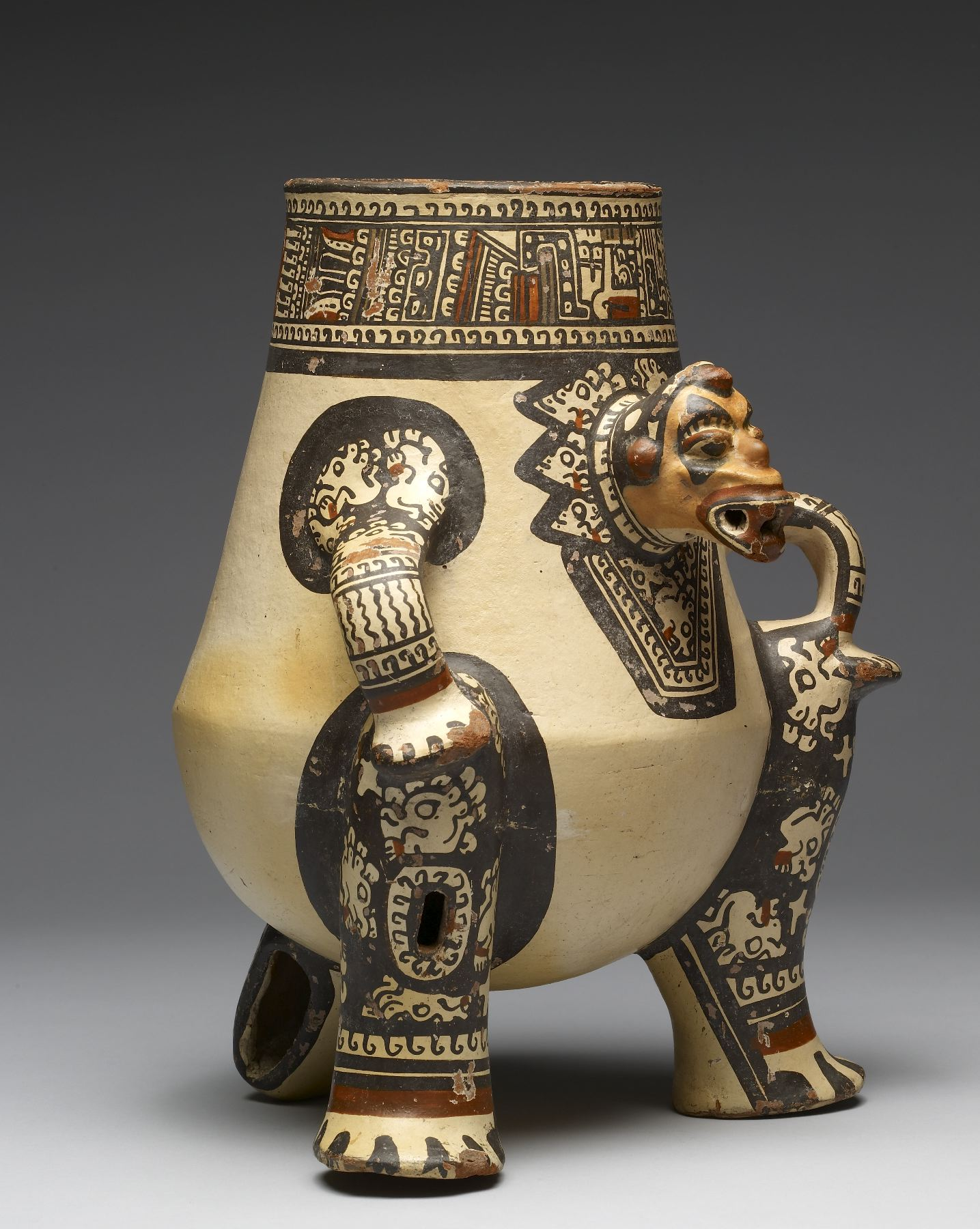
Керамічний келих у вигляді шамана, Коста-Рика, період  1000-1350 рр. н.е.
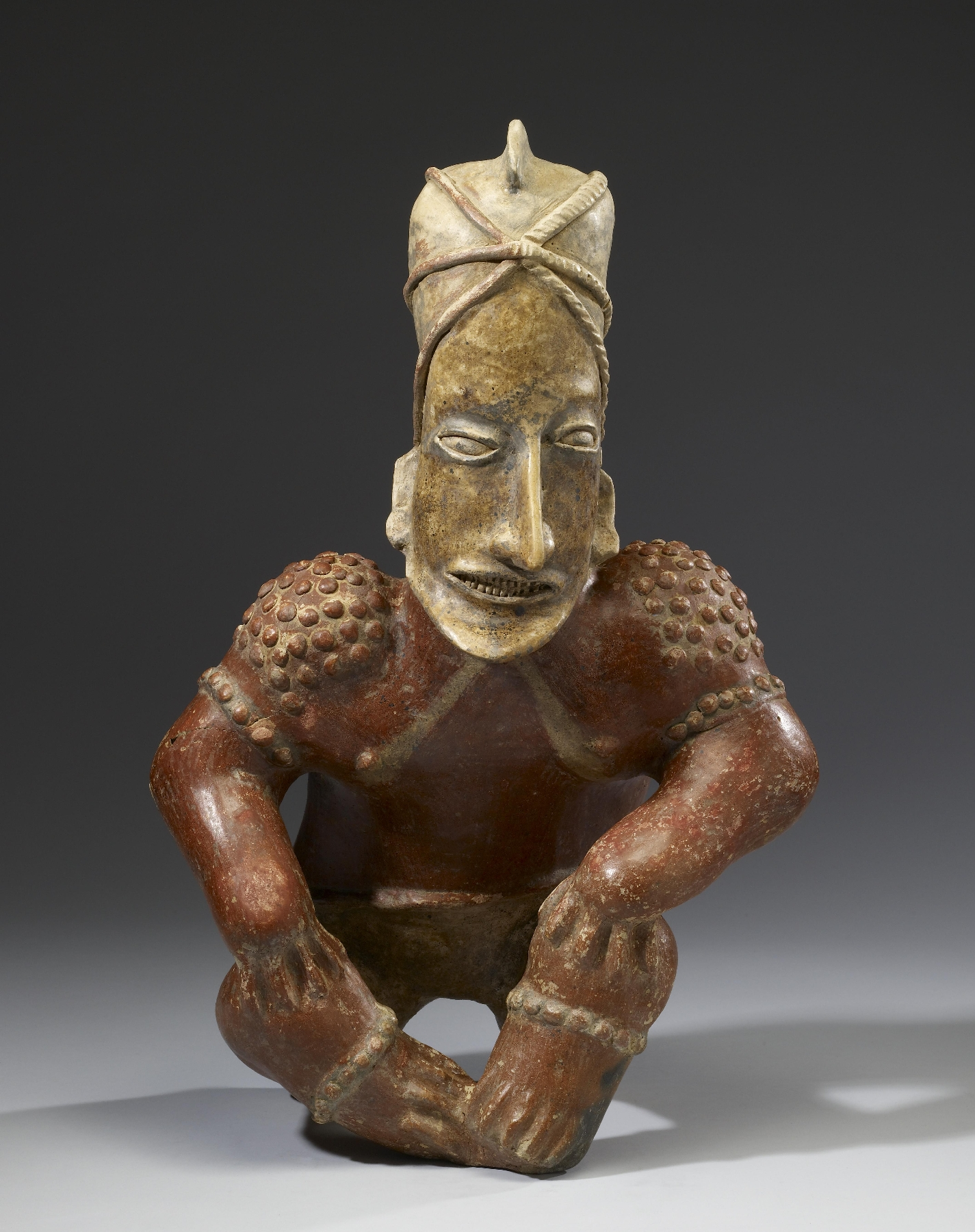
Керамічна фігурка чоловіка у капелюшку, не пізніше 200 р. н.е., Халіскр, Мексика
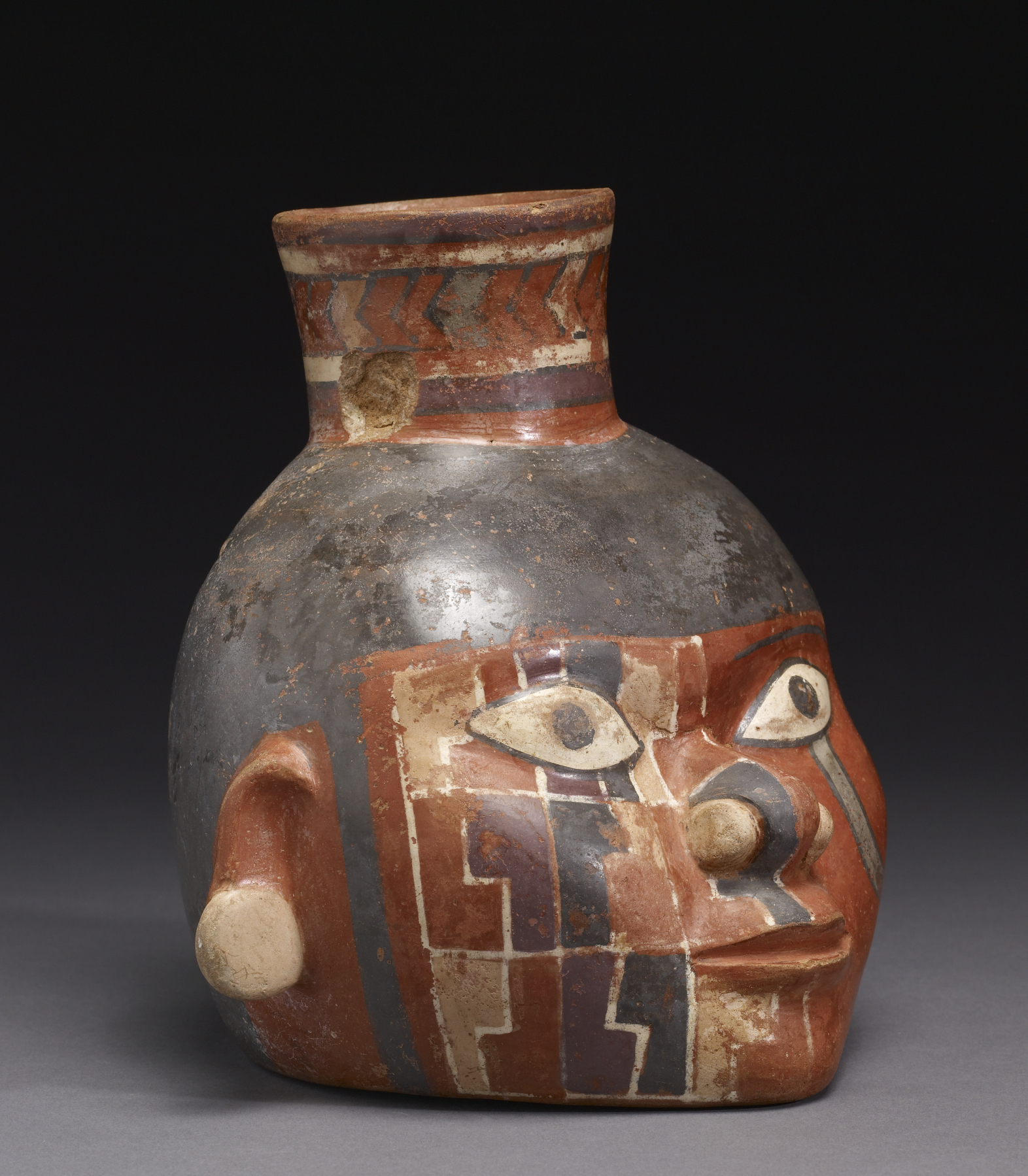
Керамічний глек з обличчям людини, період  650-800 рр. н.е., Перу
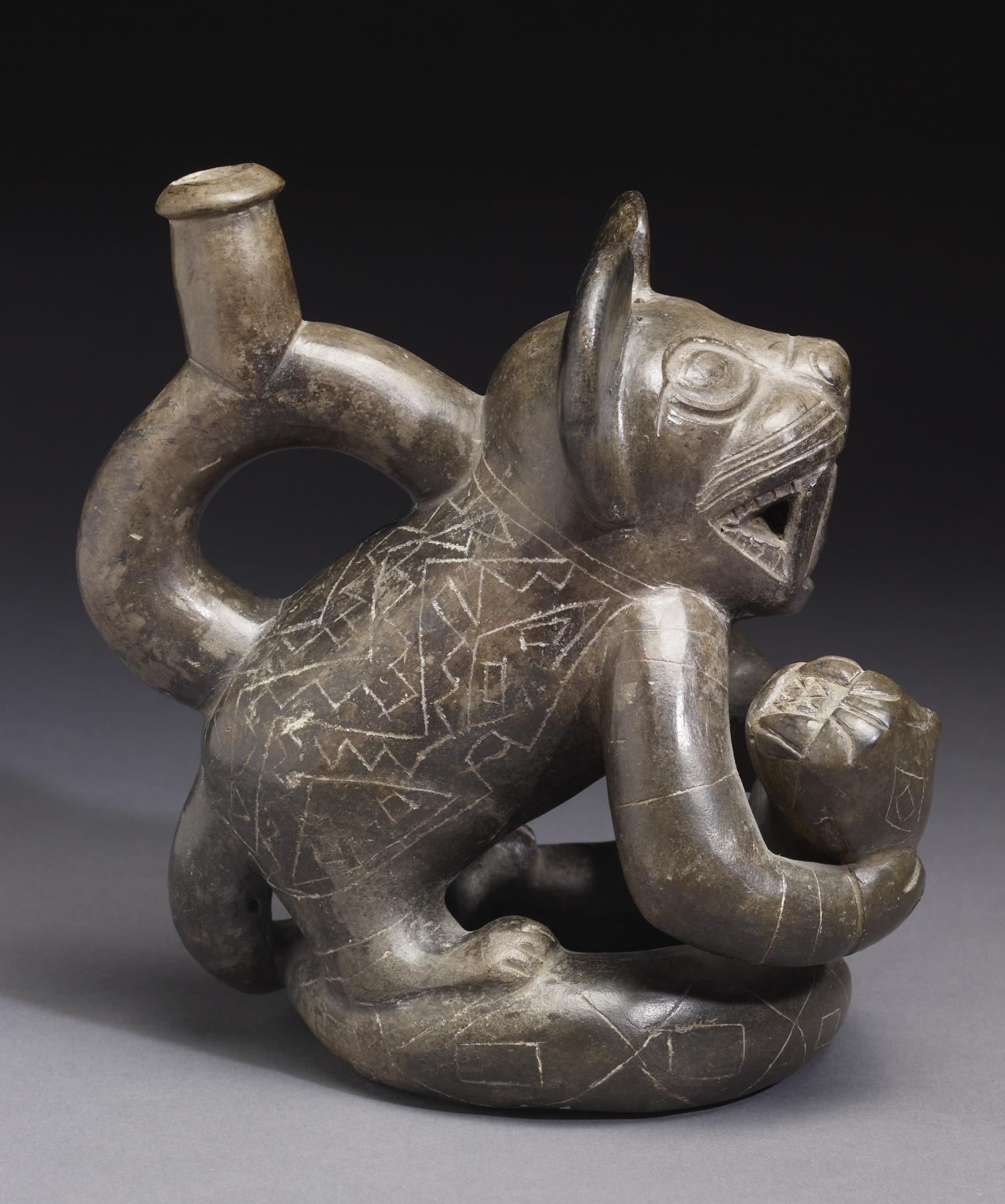
Керамічна ваза у вигляді кота, культура Моче, період 100-800 рр. н.е., Перу
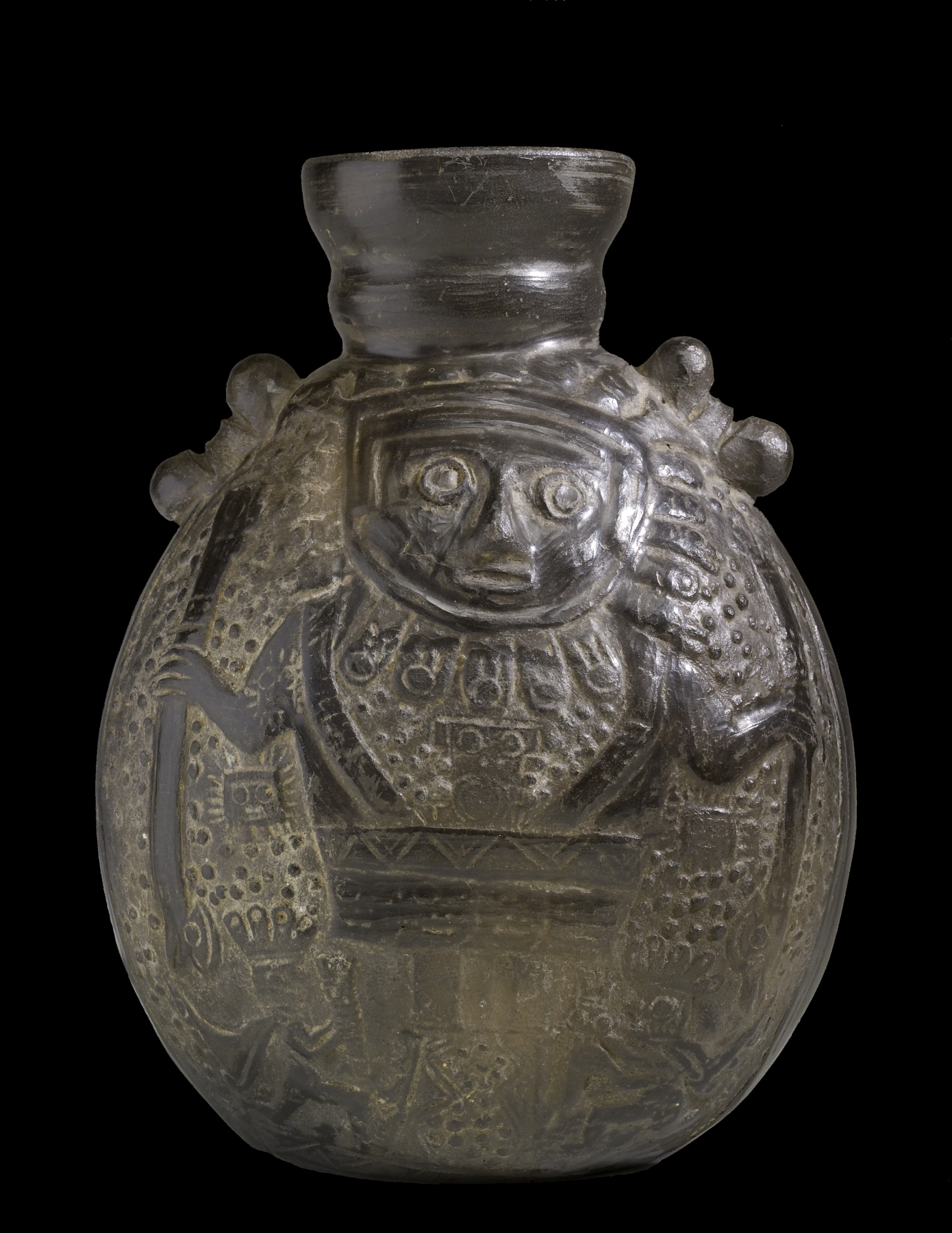
Керамічний флакон, культура чиму, Перу, між 1100-1500 р.н.е.
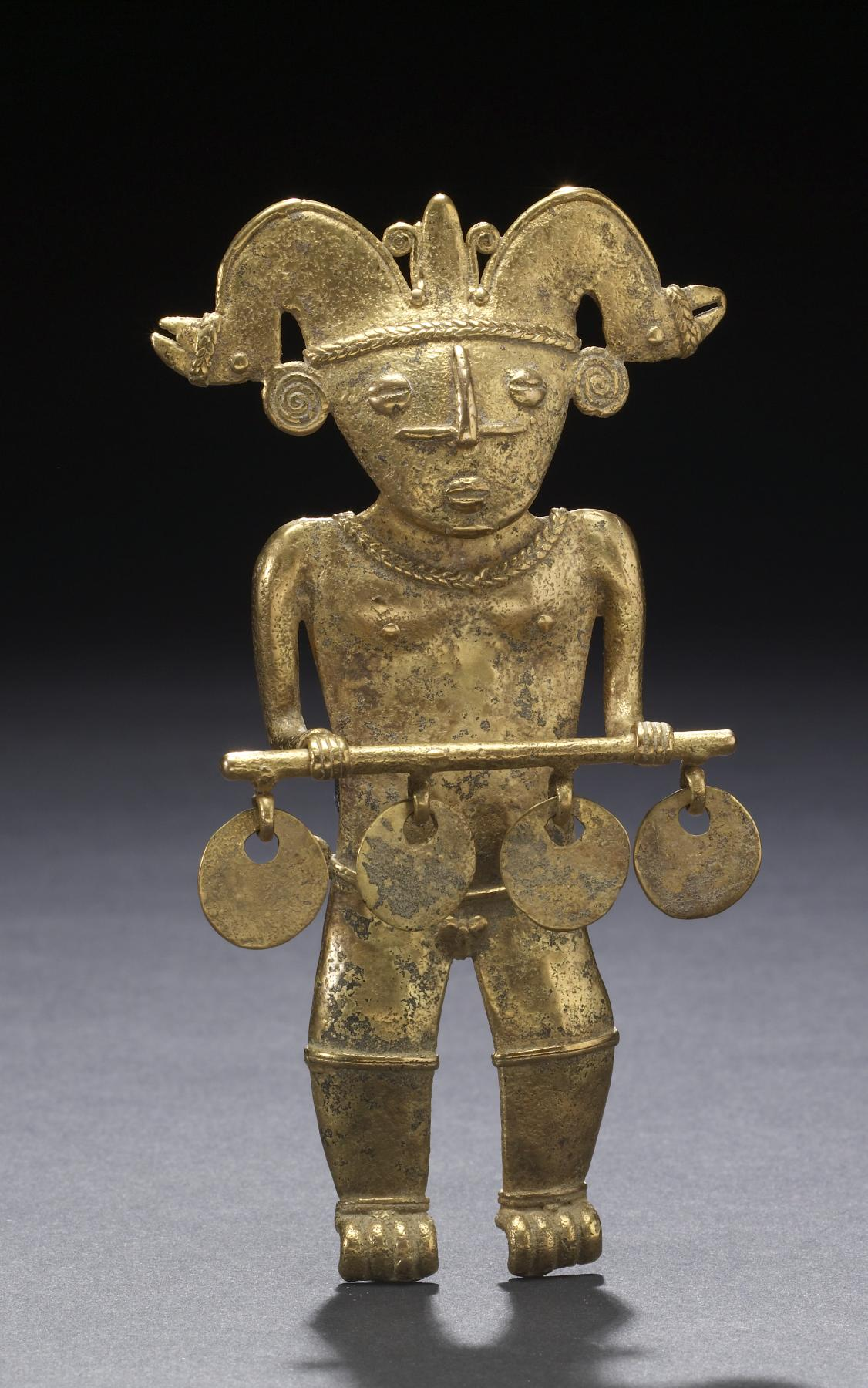
Підвіска у подобі людини, Північно-західна Колумбія, сплав золота, срібла і міді
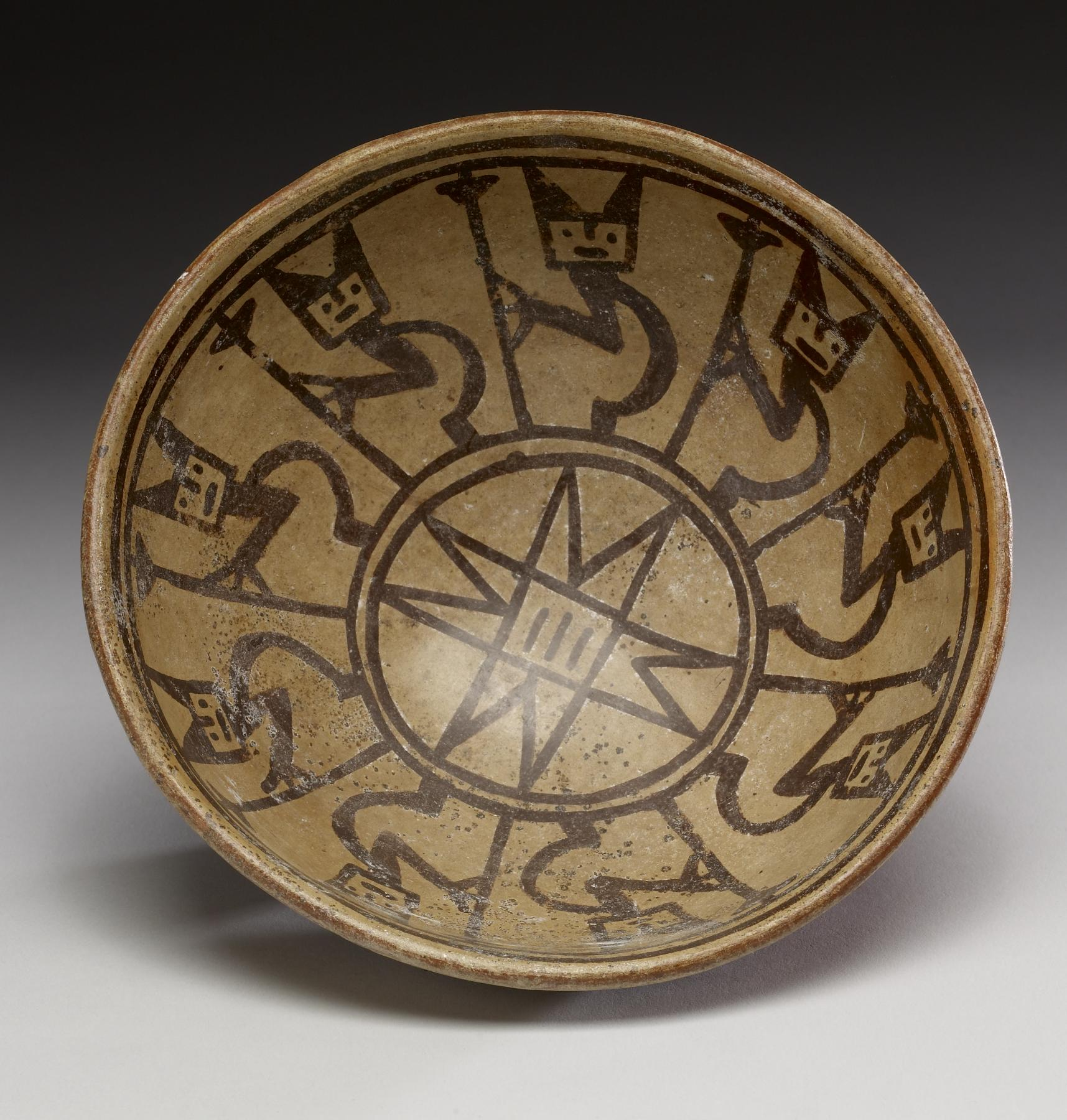
Таріль з розписом, культура Наріньйо, Колумбія (?)
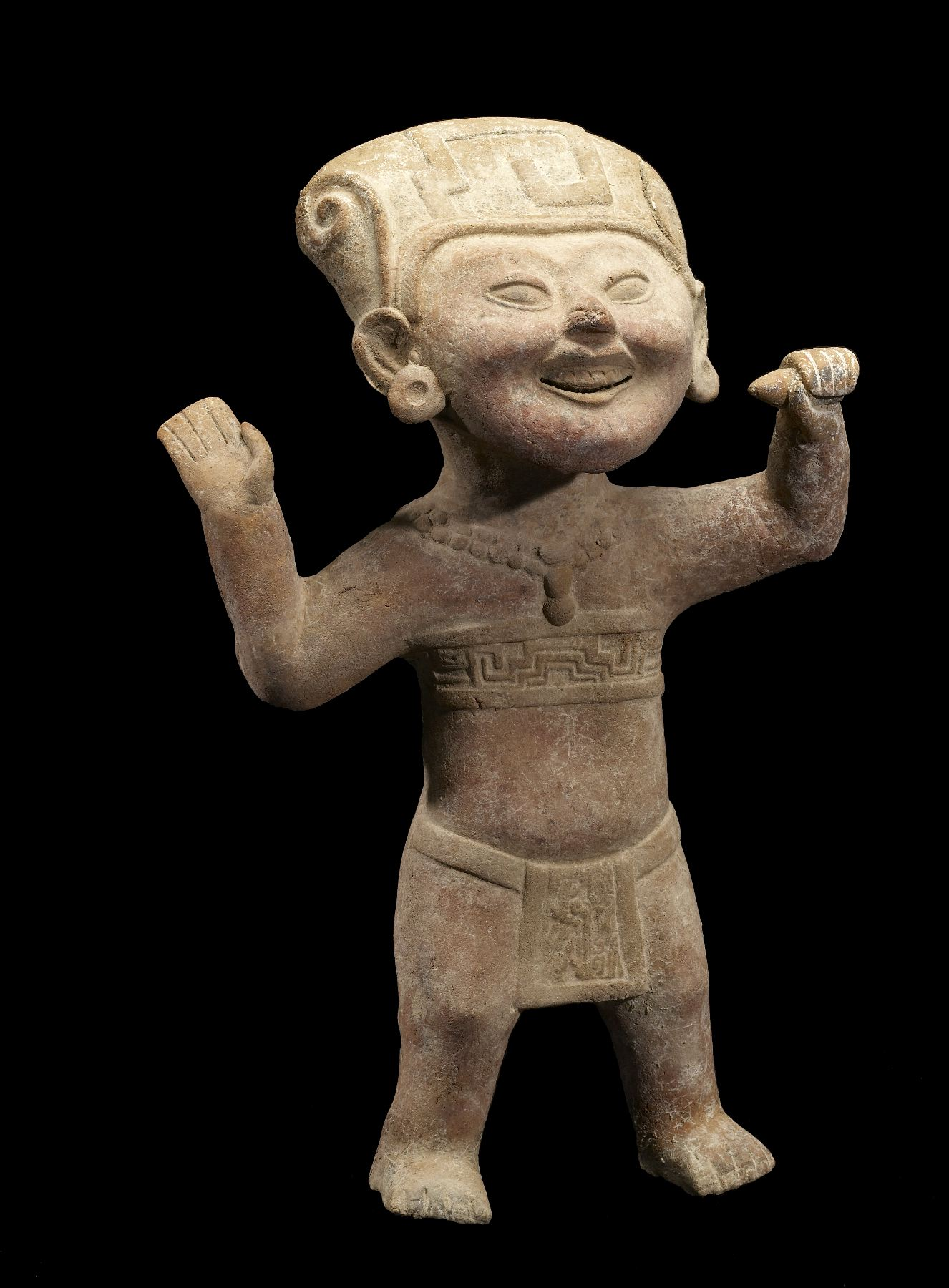
Виконавець ритуалу, кераміка, період  600-800 рр. н.е.,  південь штату Веракрус, Мехіко
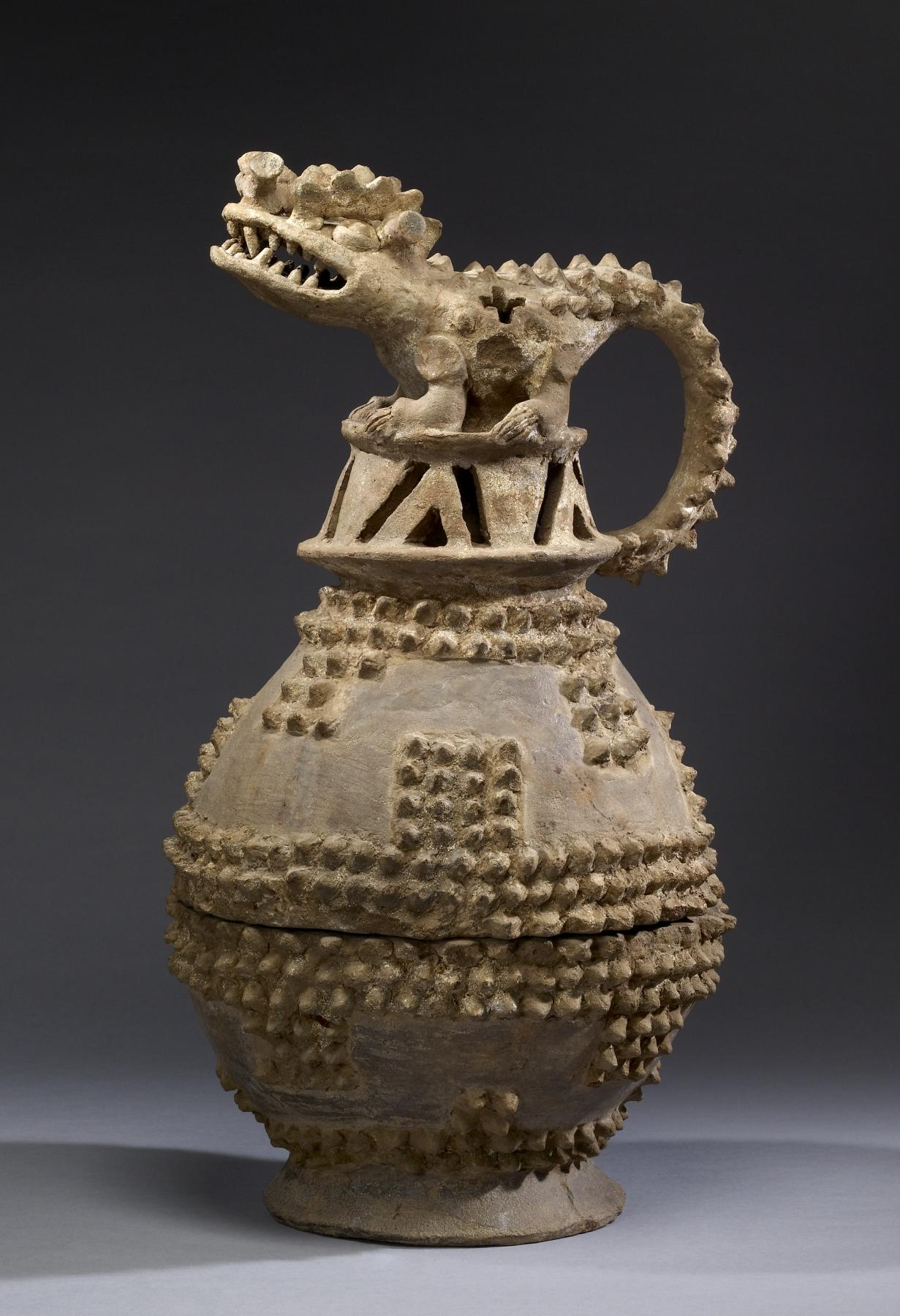
Керамічна ароматниця з фігуркою крокодила, Коста-Рика, до 500 р. до н.е.
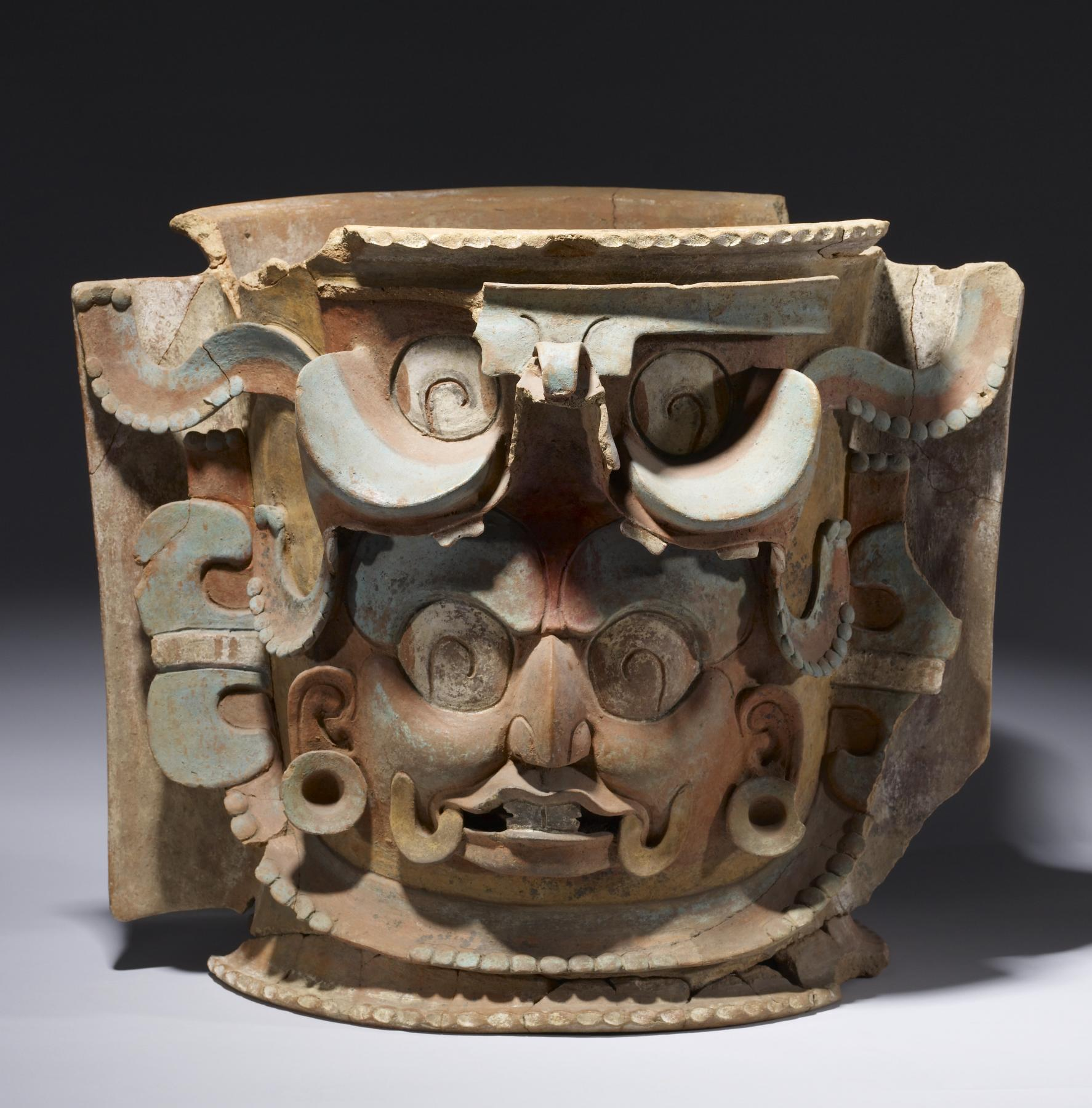
Мая кіче, поховальна урна з головою бога, період  550-850 рр. н.е., всі  Художній музей Волтерс, США